# Куропас
Куропас (пол. Kuropas, нім. Korndorf) — село в Польщі, у гміні Корфантув Ниського повіту Опольського воєводства.
Населення — 168 осіб (2011).

## Демографія
Демографічна структура станом на 31 березня 2011 року:
|          | Загалом | Допрацездатний вік | Працездатний вік | Постпрацездатний вік |
| -------- | ------- | ------------------ | ---------------- | -------------------- |
| Чоловіки | 80      | 12                 | 66               | 2                    |
| Жінки    | 88      | 17                 | 49               | 22                   |
| Разом    | 168     | 29                 | 115              | 24                   |